# Objeto de Mayall
El Objeto de Mayall (también clasificado por el Atlas de galaxias peculiares como Arp 148) es el resultado de una colisión entre dos galaxias localizado a 500 millones de años luz en la constelación de la Osa Mayor. Fue descubierto por Nicholas Mayall del Observatorio Lick el 13 de marzo de 1940, usando el telescopio Crossley. Cuando se descubrió por primera vez, el objeto de Mayall fue descrito como una nebulosa peculiar, con forma de signo de interrogación. Inicialmente se especulaba con que representaba una galaxia reaccionando con su medio intergaláctico, pero ahora se cree que representa la colisión de dos galaxias, resultando un nuevo objeto consistente en una galaxia anular con una cola emergiendo de ella. Se cree que la colisión inicial entre las dos galaxias originales creó una onda de choque que sacó la materia del centro dándole la forma de anillo.